# ФК Гласинац
ФК "Гласинац 1936" Соколац је фудбалски клуб из Сокоца у Републици Српској, Босна и Херцеговина. Клуб се такмичи у Другој лиги Републике Српске - исток.

## Историја
Клуб је основан 1936. године под именом ФК "Гласинац" Соколац, да би услијед стечаја 2011. године промијенио назив у ОФК "Гласинац 2011" Соколац. Гласинац поново мијења назив 2020. године и од тада се такмичи под именом ФК "Гласинац 1936" Соколац.
До 1941. године клуб је радио на окупљању омладине и развоју фудбалског спорта на Романијској регији. Након Другог свјетског рата, у јесен 1949. године ‘’Гласинац’’ је имао први званични наступ у Подсавезу Сарајевске регије и од тада активно учествује у званичним такмичењима у тадашњим лигама Босне и Херцеговине све до 1992. године.
До избијања ратних сукоба 1992. године ‘’Гласинац’’ се такмичио у Регионалној лиги БиХ група “Југ” и налазио се на првом мјесту са великим изгледима за пласман у Међурепубличку лигу БиХ, тада трећи степен такмичења Југославије.
Након обнављања рада клуба 4. априла 1993. године, ‘’Гласинац’’ се одмах укључио у такмичење за први куп Републике Српске, како би што спремније дочекао и укључио се у прво првенство Републике Срспке у фудбалу, које је почело у марту 1996. године.
‘’Гласинац’’ у такмичењу у Првој лиги имао врло запажене резултате. Два пута је био јесењи шампион у групи “Исток” 1996/97. и 1997/98. године, да би на крају завршио на другом односно трећем мјесту.
Након завршетка сезоне 2001/02. године, „Гласинац“ као четвртопласирана екипа улази у Премијер лигу Босне и Херцеговине, гдје је у том највишем рангу провео двије сезоне. У дебитантској сезони 2002/03. године освојио је у првенству четрнаесто мјесто, а у купу БиХ стигао до осмине финала, а наредне сезоне освојеним претпосљедњим петнаестим мјестом испао је из лиге.
Нови неуспјех „Гласинац“ је доживео 2006/07. године када је испао из Прве лиге, али је успјео већ после само једне проведене сезоне у Другој лиги група “Југ” да се врати у друштво најбољих. Међутим, нови крах клуб доживљава 2009. године када поново се сели у нижи ранг, гдје се сада у Другој лиги ’’Гласинац’’ и такмичи.
Из редова „Гласинца“ израсла су многа фудбалска имена Милош Ђурковић, Душан Ковачевић, Мишо Паунић, Мирослав Паунић, Немања Павловић, Зоран Рајовић као и успјешни спортски радници Иван Иџотић, Боро Паунић, Илија Паунић, Милан Реновица...

## Пласмани

### Пласмани ФК Гласинац Соколац
- 1995/96 Прва лига РС група „Исток“, 2. мјесто
- 1996/97 Прва лига РС група „Исток“, 3. мјесто
- 1997/98 Прва лига РС, 3. мјесто
- 1998/99 Прва лига РС, 9. мјесто
- 1999/00 Прва лига РС, 10. мјесто
- 2000/01 Прва лига РС, 13. мјесто
- 2001/02 Прва лига РС, 4. мјесто
- 2002/03 Премијер лига, 14. мјесто
- 2003/04 Премијер лига, 15. мјесто
- 2004/05 Прва лига РС, 11. мјесто
- 2005/06 Прва лига РС, 8. мјесто
- 2006/07 Прва лига РС, 15. мјесто
- 2007/08 Друга лига група „Југ“, 1. мјесто
- 2008/09 Прва лига РС, 15. мјесто
- 2009/10 Друга лига група „Исток“, 6. мјесто
- 2010/11 Друга лига група „Југ“, 3. мјесто

### Пласмани ОФК Гласинац 2011 Соколац
- 2011/12 Трећа лига „Југ“, 1. мјесто
- 2012/13 Друга лига група „Исток“, 9. мјесто
- 2013/14 Друга лига група „Исток“, 10. мјесто
- 2014/15 Друга лига група „Исток“, 13. мјесто
- 2015/16 Друга лига група „Исток“, 6. мјесто
- 2016/17 Друга лига група „Исток“, 6. мјесто
- 2017/18 Друга лига група „Исток“, 4. мјесто
- 2018/19 Друга лига група „Исток“, 3. мјесто
- 2019/20 Друга лига група „Исток“, 9. мјесто
- 2020/21 Друга лига група „Исток“, 3. мјесто
- 2021/22 Друга лига група „Исток“, 7. мјесто
- 2022/23 Друга лига група „Исток“, 7. мјесто
- 2023/24 Друга лига група „Исток“, 10. мјесто